# Gomes Aires
Gomes Aires est une ancienne paroisse civile portugaise (en portugais : freguesia) de la municipalité d'Almodôvar dans le district de Beja.
La loi no 11-A/2013 du 28 janvier 2013, portant réorganisation administrative du territoire des freguesias, fusionne Gomes Aires avec la paroisse voisine de Santa Clara-a-Nova pour former l’União das Freguesias de Santa Clara-a-Nova e Gomes Aires (dont le siège est à Santa Clara-a-Nova).